# Ельненский сельсовет
Ельненский сельсовет — упразднённая административно-территориальная единица в Холмском районе Новгородской области России. Существовал в 1918—1999 годах. Ныне территория Морховского сельского поселения в Хвойнинском муниципальном округе.

## История
Ельненский сельский Совет рабочих, крестьянских и красноармейских депутатов Холмского уезда Псковской губернии Советской волости образован 22 августа 1918 году, как сельсовет деревни Дотяново с деревнями: Дотяново, Малое Ельно, Тугносово, Постройки, Ясновка, Борьинино, Бисово, Отхельново, Жопрянно, Зарусевье, Завидово, Новосинонь, Мисино, Крюковичи, Живлово, Мярзры, Дубово, Дятлово, Ситилово, Ныново, Гологово, Аринино, Мосолово, Кленовец, Пустыньки, Арнонино, п. Ельно, село Ельно, Бредняги, Русино, Кознино, Болдырево, Грезново, Мурянно, Банево, Винно, Игосное, Гришичкино, Кирилово, Гачково.
Распоряжением Главы администрации Холмского района № 2 от 03.01.1992 года по рекомендации 9-й сессии 21 созыва от 25.12.1991 года создана администрация сельсовета. Для осуществления полномочий сельского Совета народных депутатов в период между сессиями решением 9-й сессии 21 созыва от 25.12.1991 года избран Малый Совет — Ельненский сельский Совет народных депутатов Холмского района Новгородской области.
В связи с Указом Президента Российской Федерации «О реформе представительных органов власти и органов местного самоуправления Российской Федерации» № 1617 от 09.10.1993 года и во исполнение Распоряжения Главы Администрации района № 376/1-рг от 14.10.1993 года «О прекращении деятельности горсельсоветов» прекращена деятельность Ельненского сельского Совета народных депутатов, этим же распоряжением функции Совета народных депутатов возлагаются на Администрации сельсоветов — Администрация Ельненского сельсовета Холмского района Новгородской области. Президиум в сельсовете не образовывался.
На основании областного Закона «О местном самоуправлении в Новгородской области» принятого областной Думой 23.04.1996 года и до образования, переименовать орган исполнительной власти «Администрация сельсовета» в «Сельскую администрацию» — Ельненская сельская Администрация Холмского района Новгородской области.
Согласно Уставу Холмского района утверждённого в 1997 году, «Сельскую администрацию» вновь переименовали в «Администрацию сельсовета» — Администрация Ельненского сельсовета Холмского района Новгородской области.
Постановлением областной Думы от 31.03.1999 № 263-ОД Администрация Ельненского сельсовета упразднена.

## Власть
Своё конституционное закрепление система сельских Советов получила в первой Конституции РСФСР 1918 года.
Конституцией РСФСР 1918 года и «Положением о сельских Советах» 1920 года сельский Совет определялся как высший орган власти в пределах его ведения и в границах обслуживаемой им местности. Администрация сельского Совета выполняла ряд административных функций, вела учёт населения, земли, запашки, посевов, сенокосов, семян, инвентаря, урожая, представлял сведения об этом волостному исполкому, занимался устройством деревенских культурно-просветительских учреждений — читален, клубов занималась организацией сельскохозяйственных коммун, артелей.

## Населённые пункты
При образовании сельсовета в 1918 году в него входили деревни: Дотяново, М.Ельно, Тугносово, Постройки, Ясновка, Борьинино, Бисово, Отхельново, Зарусевье, Завидово, Новосинонь, Мисино, Крюковичи, Живлово, Мярзры, Дубово, Дятлово, Ситилово, Ныково, Гологово, Аринино, Мосолово, Кленовец, Пустынька, Арнонино, п. Ельно, село Ельно, Бредняги, Русино, Кознино, Болдырево, Грезново, Мурянно, Банево, Винно, Игосное, Гришичкино, Кирилово, Гачково.
Сведений о списках населённых пунктов, входивших в Ельненский сельсовет, до 1968 года в документах ГИАНО и справочниках административно-территориального деления нет.
В документах Холмского райисполкома за 1949 год при сселении хуторских хозяйств указаны деревни: х. Крюковичи сселить в д. Мисино, х. Мурахино в д. Брецово, х. Булыгино в д. Вахово, х. Костино в д. Кайдалово, х. Русино в д. Ельно, х. Дощаново в д. Кленовец.
Решением Холмского райисполкома в 1951 году были ликвидированы деревни: Болдырево, Бредняги, Дощаново, Малое Ельно, Кайдалово, Кленовец, Ситилово, но до 1968 года, кроме Кайдалова, эти деревни существовали.
В документах Холмского райисполкома за 1958 год, при объединении колхозов, указаны деревни: Ивановское, Щулакино, Подворное, Сырмолотово, Будьково, Карелкино, Столбовка, Сорокино, Кузнецово, Силагино, Мисино, Подберезниково, Песчанка.
Решением Новгородского облисполкома в связи с селением населённых пунктов в 1966 году была снята с учёта д. Песчанка, в 1964 году д. Кордюки переименована в д. Заречье, д. Пекуниха в д. Клины, д. Собакино в д. Александровское.
На 1 января 1968 года по документам Холмского райисполкома в состав Ельненского сельсовета входили деревни с населением 679 человек: Большое Ельно — центр сельсовета, Александровское, Бахово, Будьково, Бредняги, Бредцово, Болдырево, Дощаново, Давыдово, Елисееха, Загорье, Заречье, Золотое, Ивановское, Кордон, Клины, Кузнецово, Кленовец, Корелкино, Мисино, Малое Ельно, Молосово, Подберезниково, Подворное, Патрихово, Силагино, Сетилово, Сырмолотово, Столбовка, Сорокино, Щулакино.
Компетенция Ельненского сельсовета в 1970 году распространяется на все же населённые пункты, кроме Столбовки.
В справочнике административно-территориального деления Новгородской области на 1 января 1972 года в Ельненский сельсовет входят деревни: Большое Ельно — центр сельсовета, Александровское, Бахово, Болдырево, Бредняги, Бредцово, Будьково, Давыдово, Дощаново, Елисееха, Загорье, Заречье, Золотое, Ивановское, Корелкино, Кленовец, Клины, Кузнецово, Малое Ельно, Ма(о)са(о)лово, Мисино, Патрихово, Подберезниково, Подворное, Силагино, Сорокино, Столбовка, Сырмолотово, Щулакино.
Решением Холмского райисполкома в 1974 году в деревню Большое Ельно планировалось сселение мелких населённых пунктов: Будьково, Сырмолотово, Корелкино, Силагино, Елисееха, Подберезниково, Александровское, Золотое, Заречье, Мисино, Давыдово, Бахово, Дощаново, Бредцово, Болдырево.
Решением Холмского райисполкома в 1975 году сняты с учёта деревни: Ситилово, Мосолово, Кузнецово, Сорокино.
В 1977 году снята с учёта д. Столбовка.
В 1982 году — д. Елисееха.
В 1986 году — деревни: Бахово, Болдырево, Дощаново, Подворное.
О снятии с учёта деревень: Александровское, Бредняги, Заречье, Золотое документов не обнаружено.
В справочнике административно-территориального деления Новгородской области на 1 января 1989 года в Ельненский сельсовет входят деревни: Большое Ельно, Бредцово, Будьково, Давыдово, Загорье, Ивановское, Кленовец, Клины, Корелкино, Малое Ельно, Мисино, Патрихово, Подберезниково, Силагино, Сырмолотово, Щулакино.